# Franz von Schmück
Franz svobodný pán von Schmück (5. října 1797 Plzeň – 29. května 1862 Brno) byl rakouský právník, státní úředník a soudce. Jako absolvent práv vstoupil v roce 1820 do státních služeb, řadu let strávil v různých funkcích v Českém království, ve všech místech svého působení se aktivně zapojoval do veřejného života. S titulem zemského prezidenta byl v letech 1853–1857 místodržitelem v Bukovině, svou kariéru završil v Brně jako prezident Vrchního zemského soudu pro Moravu a Slezsko (1857–1862). V roce 1855 byl povýšen do stavu svobodných pánů.

## Životopis
Narodil se v Plzni jako syn státního úředníka Augusta Schmücka. Studoval na gymnáziích v Plzni a Českých Budějovicích, v roce 1815 se zapsal ke studiu filozofie na Karlově univerzitě, poté ale přešel na právnickou fakultu, kterou dokončil v roce 1819. Do státních služeb vstoupil v roce 1820 jako kancelářský praktikant u magistrátu v Českých Budějovicích, po roce 1830 byl magistrátním tajemníkem a radou v Teplicích (1830–1834) a v Karlových Varech (1834–1837). V letech 1837–1843 byl starostou a přednostou trestního soudu v Litoměřicích, kde se zasloužil o povznesení kulturního života. Od roku 1843 působil u trestního soudu v Praze a v roce 1847 byl jmenován radou apelačního soudu, jeho pražským bydlištěm byl dům ve Štěpánské ulici č. p. 630.
Po reorganizaci státní správy se stal krajským prezidentem v Plzni (1849–1853), kde podporoval rozvoj průmyslu. V letech 1853–1857 zastával funkci zemského prezidenta v Bukovině se sídlem v Černovicích. Bukovina byla v té době administrativně oddělena od Haliče a Schmück realizoval změny v politické správě. V Černovicích podproval kulturní rozvoj, založil státní knihovnu a muzeum, angažoval se i v charitě. Zasloužil se o klidné soužití různých národností a vyznání, mimo jiné podporoval židovskou komunitu. Nakonec byl přeložen do Brna, kde v letech 1857–1862 vykonával funkci prezidenta Vrchního soudu pro Moravu a Slezsko. Instituce v té době sídlila v tzv. Offermannově domě na ulici Bašty č.p. 8. Schmück byl v té době již nemocný, své povinnosti ale svědomitě vykonával až do smrti.
Zemřel 29. května 1862 ve věku 64 let v Brně, kde byl také pohřben.
V roce 1824 se v Českých Budějovicích oženil s Josefínou Gyrowetzovou (1794–1874), dcerou budějovického měšťana a úředníka Johanna Gyrowetze (respektive Jírovec). Z manželství se narodila jediná dcera Anna (1831–1892).

## Tituly a ocenění
Za zásluhy obdržel v roce 1854 Řád železné koruny II. třídy. Na základě řádových stanov měl nárok na povýšení do stavu svobodných pánů, tento titul mu byl udělen císařským diplomem 13. prosince 1855. Jako prezident zemského soudu získal v roce 1859 titul c. k. tajného rady s nárokem na oslovení Excelence. Během svého působení na různých místech monarchie získal čestné občanství v Černovicích, Litoměřicích a Plzni. Kromě toho byl čestným členem různých institucí kulturního zaměření.